# Dave Sim
Dave Sim (Hamilton, 17 maggio 1956) è un fumettista canadese.
La sua fama si deve alla creazione di Cerebus.
È stato inserito nella classifica dei 50 canadesi che hanno cambiato il mondo (50 Canadians Who Changed The World - HarperCollins, 2013) redatta dal giornalista Ken McGoogan per essere stato un pioniere dell’auto-produzione e creatore di Cerebus.

## Gli inizi
Sebbene sia nato ad Hamilton, Sim ha vissuto dall'età di due anni a Kitchener, una città nella regione di Waterloo, nel cuore dell'Ontario nord-occidentale. Il suo interesse per i fumetti si manifesta fin dalla più tenere età; pubblica una fanzine (rivista per appassionati) chiamata Comic Art News and Reviews (Notizie e Recensioni sul mondo dell'arte del Fumetto), in cui intervista professionisti come Barry Windsor-Smith e Neal Adams.
Dopo aver realizzato vari fumetti, tra cui la striscia Beavers per il quotidiano locale Kitchener-Waterloo Record e aver scritto e disegnato altre storie pubblicate su fanzine come Phantacea, Sim incomincia a pubblicare Cerebus nel dicembre del 1977, come serie in bianco e nero.

## Sim eCerebus
Cerebus venne pubblicato dalla sua compagnia Aardvark-Vanaheim, fondata con la moglie Deni Loubert, conosciuta nel 1976, sposata nel 1978 e da cui divorziò dopo cinque anni.
Nel 1979 Sim, venne illuminato dall'idea di programmare per Cerebus una durata di 300 numeri, cosa mai vista prima dallo stesso autore e disegnatore. Avrebbe raccontato la storia della vita del personaggio, che muore nell'ultimo numero, apparso nel marzo 2004.
Sim si fece onore negli anni ottanta, viaggiando per promuovere la serie, quando Cerebus divenne un successo, vendendo 30 000 copie a numero all'apice della popolarità.
Nel 1984 Gerhard divenne suo collaboratore, e si occupò di disegnare gli sfondi per la serie.
La Aardvark-Vanaheim pubblicò altri fumetti, come Journey di William Messener Loeb e Flaming Carrot di Bob Burden, sebbene alla fine Sim abbia focalizzato le energie della sua compagnia esclusivamente nella pubblicazione di Cerebus.
Durante gli anni ottanta e i primi anni novanta, Sim usò la sua notorietà al servizio della difesa dei diritti dei creatori e editori in proprio nell'industria del fumetto. Oltre a dibattere su questo argomento alle riunioni degli appassionati di fumetti (comic book convention), Sim pubblicò The Cerebus Guide to Self-Publishing (La guida di Cerebus alla pubblicazione auto-prodotta) e promosse spesso il lavoro di altri artisti sul retro di copertina di Cerebus.
Sim completò la serie come programmato. La sua vita era cambiata radicalmente da quando aveva iniziato Cerebus. Nel corso della lavorazione della serie, Sim sviluppò un punto di vista ostile verso il femminismo, il materialismo contemporaneo e sulla sinistra del panorama politico statunitense. Il più rilevante dei suoi scritti contro il femminismo è in una puntata dei suoi Tangent' essay, pubblicata originalmente su Cerebus n. 265. Nell'approfondire queste visioni, egli cambiò progressivamente il suo stile di vita, abolendo la televisione e la radio da casa sua e riducendo il suo consumo di alcool e tabacco. Oggi ha contatti limitati con le donne e considera le scritture ebree, cristiane e musulmane come Parola di Dio, su cui basa il suo attuale stile di vita. Questo include digiuno, preghiera e carità.
Le opinioni radicali di Sim sul rapporto uomo-donna, sulla politica e sulla cultura contemporanea hanno causato considerevoli controversie all'interno dell'industria del fumetto statunitense.

## DopoCerebus
Nel 2006, Sim ha avviato la pubblicazione di Siu Ta, So Far, biografia a fumetti dell'attrice canadese Siu Ta.
A fine 2007, Sim ha annunciato due nuovi progetti:
- Judenhass (dal tedesco "odio ebraico"), un volume di 56-pagine, pubblicato nel 2008, con una riflessione personale sull'Olocausto;
- Glamourpuss, una serie che è al contempo una parodia delle riviste di moda e studio storico dello stile fotorealista delle strisce d'autore.

Nella primavera del 2009, Sim ha avviato la pubblicazione di Cerebus Archive, un albo bimestrale che spiega meglio l'universo di Cerebus. Sempre nello stesso anno è stato trasmesso il primo episodio della serie animata di Cerebus.
Nel 2012 è stata pubblicata una raccolta di saggi accademici su Cerebus da McFarland.

## Premi
Dave Sim ha ottenuto parecchi riconoscimenti per la sua opera. Oltre a essere stato candidato moltissime volte, Sim ha vinto numerosi premi, tutti per Cerebus:
- Eisner Award: nel 1994 "Miglior Ristampa di Volume illustrato"  per Cerebus: Flight di Dave Sim e Gerhard (Aardvark-Vanaheim).
- Harvey Award:  nel 1992 come "Miglior Cartoonist" (scrittore/disegnatore)  e nel 2004 "Miglior Letterista".
- Ignatz Awards: nel 1998 "Artista Eminente"
- Kirby Award: nel 1985 e nel 1987 "Miglior serie in bianco e nero"
- Shuster Awards: nel 2005 "Risultato di maggior rilievo per un fumetto canadese" a Dave Sim e Gerhard per il completamento di Cerebus nel 2004.